# Alan Seeger

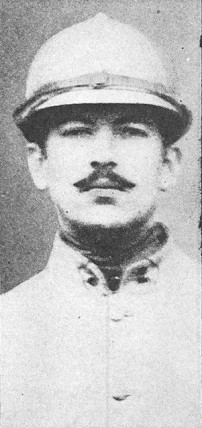
Alan Seeger.

Alan Seeger (22 de junio de 1888 - 4 de julio de 1916) fue un poeta estadounidense. Nació en Nueva York, pero cuando tenía un año de edad él y su familia se mudaron a la isla de Staten, vivió ahí hasta la edad de 10 años. En 1900, su familia se mudó a México por 2 años, lo cual influyó en su poesía. 
Alan ingresó a la Universidad de Harvard en 1906, después de atender varias escuelas preparatorias de élite, entre ellas la escuela Hackley, en dónde llegó a ser editor. Después de graduarse en 1910, se mudó a la Villa Greenwich por dos años, ahí escribió poemas y disfrutó la vida de un joven bohemio. 
Se mudó al Barrio Latino de París para continuar con su estilo de vida y el 24 de agosto de 1914 se unió a la Legión Extranjera Francesa para poder combatir por los aliados en la Primera Guerra Mundial (Estados Unidos no entró a la guerra hasta 1917). Fue muerto en acción. Uno de sus poemas más famosos, I Have a Rendezvous with Death (Tengo una cita con la muerte), fue publicado después de su muerte.

## Poesía
La poesía de Alan Seeger fue publicada en 1917, un año después de su muerte. Los poemas no fueron un éxito debido a, según Eric Homberger, su idealismo sublime y lenguaje, y su calidad fuera de moda en las primeras décadas del siglo XX.

## Curiosidades
Alan Seeger fue el tío del cantante Pete Seeger.
- Datos: Q1849302
- Multimedia: Alan Seeger / Q1849302